# Pauline Leclef
Pour les articles homonymes, voir Leclef.
Pauline Leclef née le 31 mai 1995, est une joueuse de hockey sur gazon belge. Elle évolue au poste de milieu de terrain au HC Oranje-Rood et avec l'équipe nationale belge.

## Carrière
Elle a été appelée en équipe première pour concourir à la Coupe du monde 2018 à Londres.

## Palmarès
- : 3e à l'Euro 2021